# Morioka
Morioka (盛岡市 Morioka-shi) é uma cidade japonesa, capital da província de Iwate.
Em 2003, a cidade tinha uma população estimada em 287 672 habitantes e uma densidade populacional de 588,11 hab./km². Tem uma área total de 489,15 km².
Recebeu o estatuto de cidade em 1 de Abril de 1889.

## História
A área da cidade de Morioka de hoje tem sido habitada desde o período paleolítico japonês. Foram encontrados vários resquícios e tumbas dos períodos Jomon, Yayoi e Kofun. Os Emishi habitaram a área no período Heian. Durante a era Enryaku do período Heian, Sakanoue no Tamuramaro, foi mandado ao norte, ao Castelo Shiwa em 803 d.C., como centro militar para expandir a dominação da dinastia Yamato na província de Mutsu. A área foi depois dominada pelo clã Abe até a sua destruição durante a Primeira Guerra dos Nove Anos (Guerra Zenkunen) pelos clãs Minamoto e Kiyohara. Os Kiyohara por sua vez foram derrotados na Guerra Gosannen e a área ficou sob o controle do clã Ōshū Fujiwara com sua base em Hiraizumi, ao sul de Morioka. Depois o clã Ōshū Fujiwara foi destruído por Minamoto no Yoritomo no começo do período Kamakura, o território foi disputado por muitos clãs samurais até o clã Nanbu, de Sannohe, ao norte, expandir seu território durante o período Sengoku e construir o Castelo Kozukata, em 1592.
Seguindo a Batalha de Sekigahara e o reconhecimento formal do Domínio de Morioka pelo xogunato Tokugawa, o Castelo Kozukata foi renomeado Castelo Morioka. Seu nome foi trocado de 森岡 para 盛岡 (ambos lidos "Morioka"). Durante a Guerra Boshin da restauração Meiji, o domínio de Morioka foi um membro chave do Ōuetsu Reppan Dōmei pró-Tokugawa.
Depois do começo do período Meiji, o antigo Domínio de Morioka tornou-se a prefeitura de Morioka em 1870, e parte da prefeitura de Iwate a partir de 1872. Com a adoção do sistema de municipalidade em 1889, a cidade de Morioka foi estabelecida e feita a capital de Iwate. A cidade passou a ser conectada por trem a Tóquio em 1890, e saiu da Segunda Guerra Mundial com muito poucos danos, tendo sido atingida por somente dois aviões de pequeno porte.
Em 10 de janeiro de 2006, a vila de Tamayama (do Distrito de Iwate) foi agregada a Morioka. Morioka foi proclamada uma cidade central em 2008, com maior autonomia local.
Durante o terremoto de Tōhoku de 2011, Morioka foi atingida por um terremoto de 6,1 graus, e por várias réplicas, mas com poucos danos além de extensivos cortes de energia.

## Geografia
Morioka está localizada na Bacia Kitakami no centro da Prefeitura de Iwate, à confluência de três rios, o Kitakami, o Shizukuishi e o Nakatsu. O Rio Kitakami é o segundo mais extenso no lado do Pacífico do Japão (depois do Rio Kuso) e o mais extenso na região de Tohoku. Corre pela cidade de norte a sul e tem algumas barragens dentro dos limites da cidade, incluindo as barragens Shijushida e Gando. Um vulcão ativo, Monte Iwate, domina a vista ao nordeste da cidade. O Monte Himekami está ao note e o Monte Hayachine pode às vezes ser visto ao sudeste.

## Montes de Morioka
Lista de montes de Morioka:
- Monte Kanpu (寒風山 Kanpū-san)
- Monte Himekami (姫神山 Himekami-san)
- Monte Ioka (飯岡山 Īoka-yama)
- Monte Atago (愛宕山 Atago-yama)
- Monte Iwa (岩山 Iwa-yama)
- Monte Konsei (金勢山 Konsei-yama)
- Monte Kenashimori (毛無森山 Kenashimori-yama)
- Monte Chogamori (蝶ヶ森山 Chōgamori-yama)
- Monte Futatsumori (二ッ森山 Futatsumori-yama)
- Monte Kuroishi (黒石山 Kuroishi-yama)
- Monte Tatara (鑪山 Tatara-yama)
- Monte Omori (Norte) (大森山 Ōmori-yama)
- Monte Omori (Sul) (大森山 Ōmori-yama)
- Monte Takabora (高洞山 Takabora-yama)
- Monte Fukuzawa (深沢山 Fukuzawa-yama)
- Monte Sawaguchi (沢口山 Sawaguchi-yama)
- Monte Kanisawa (蟹沢山 Kanisawa-yama)
- Monte Hinatabayashi (日向林山 Hinatabayashi-yama)
- Monte Misuke (三助山 Misuke-yama)

## Rios de Morioka
Lista de rios de Morioka:
- Rios de primeira classe:
  - Rio Kitakami (北上川 Kitakami-gawa)
  - Rio Shizukuishi (雫石川 Shizukuishi-gawa)
  - Rio Nakatsu (中津川 Nakatsu-gawa)
  - Rio Yana (簗川 Yana-gawa)
  - Rio Yonai (米内川 Yonai-gawa)
  - Rio Tokusa (木賊川 Tokusa-gawa)
  - Rio Morokuzu (諸葛川 Morokuzu-gawa)
  - Rio Minami (南川 Minami-gawa)

## Lagos e lagoas de Morioka
Lista de lagos e lagoas de Morioka:
- Barragem Shijushida (四十四田ダム Shijūshida-damu)
- Barragem Gosho (御所ダム Gosho-damu)
- Barragem Tsunadori (綱取ダム Tsunadori-damu)
- Lagoa Takamatsu (高松の池 Takamatsu-no-ike)
- Barragem Gando (岩洞ダム Gandō-damu)

## Cidades vizinhas
- Na Prefeitura de Iwate:
  - Hanamaki (花巻市 Hanamaki-shi), Iwate
  - Hachimantai (八幡平市 Hachimantai-shi), Iwate
  - Takizawa (滝沢市 Takizawa-shi), Iwate
  - Miyako (宮古市 Miyako-shi), Iwate
  - Shizukuishi (雫石町 Shizukuishi-chō), Iwate
  - Kuzumaki (葛巻町 Kuzumaki-machi), Iwate
  - Shiwa (紫波町 Shiwa-chō), Iwate
  - Yahaba (矢巾町 Yahaba-chō), Iwate
  - Iwaizumi (岩泉町 Iwaizumi-chō), Iwate

## Clima
Morioka tem um clima de transição entre o clima subtropical e continental. É úmido, chuvoso e de neve, também uma característica normal para a área: segundo a classificação climática de Köppen com uma média de 23,4 °C em agosto, e de -1,9 °C em janeiro, cai na classificação subtropical, pelos invernos serem mais suaves que o padrão de -3 °C para o clima continental. As diferenças de temperatura ainda assim estão muito associadas ao clima continental moderado.
| Dados climatológicos para Morioka, Iwate (1981-2010) | Dados climatológicos para Morioka, Iwate (1981-2010) | Dados climatológicos para Morioka, Iwate (1981-2010) | Dados climatológicos para Morioka, Iwate (1981-2010) | Dados climatológicos para Morioka, Iwate (1981-2010) | Dados climatológicos para Morioka, Iwate (1981-2010) | Dados climatológicos para Morioka, Iwate (1981-2010) | Dados climatológicos para Morioka, Iwate (1981-2010) | Dados climatológicos para Morioka, Iwate (1981-2010) | Dados climatológicos para Morioka, Iwate (1981-2010) | Dados climatológicos para Morioka, Iwate (1981-2010) | Dados climatológicos para Morioka, Iwate (1981-2010) | Dados climatológicos para Morioka, Iwate (1981-2010) | Dados climatológicos para Morioka, Iwate (1981-2010) |
| Mês                                                  | Jan                                                  | Fev                                                  | Mar                                                  | Abr                                                  | Mai                                                  | Jun                                                  | Jul                                                  | Ago                                                  | Set                                                  | Out                                                  | Nov                                                  | Dez                                                  | Ano                                                  |
| ---------------------------------------------------- | ---------------------------------------------------- | ---------------------------------------------------- | ---------------------------------------------------- | ---------------------------------------------------- | ---------------------------------------------------- | ---------------------------------------------------- | ---------------------------------------------------- | ---------------------------------------------------- | ---------------------------------------------------- | ---------------------------------------------------- | ---------------------------------------------------- | ---------------------------------------------------- | ---------------------------------------------------- |
| Temperatura máxima média (°C)                        | 1,8                                                  | 2,9                                                  | 7,0                                                  | 14,4                                                 | 19,7                                                 | 23,5                                                 | 26,4                                                 | 28,3                                                 | 23,6                                                 | 17,6                                                 | 10,6                                                 | 4,6                                                  | 15,03                                                |
| Temperatura média (°C)                               | −1,9                                                 | −1,2                                                 | 2,2                                                  | 8,6                                                  | 14,0                                                 | 18,3                                                 | 21,8                                                 | 23,4                                                 | 18,7                                                 | 12,1                                                 | 5,9                                                  | 1,0                                                  | 10,24                                                |
| Temperatura mínima média (°C)                        | −5,6                                                 | −5,2                                                 | −2,2                                                 | 3,0                                                  | 8,5                                                  | 13,8                                                 | 18,1                                                 | 19,6                                                 | 14,6                                                 | 7,3                                                  | 1,5                                                  | −2,4                                                 | 5,92                                                 |
| Precipitação (mm)                                    | 53,1                                                 | 48,7                                                 | 80,5                                                 | 87,5                                                 | 102,7                                                | 110,1                                                | 185,5                                                | 183,8                                                | 160,3                                                | 93,0                                                 | 90,2                                                 | 70,8                                                 | 1 266,2                                              |
| Umidade relativa (%)                                 | 73                                                   | 70                                                   | 67                                                   | 65                                                   | 69                                                   | 75                                                   | 80                                                   | 79                                                   | 80                                                   | 77                                                   | 75                                                   | 74                                                   | 69                                                   |
| Insolação (h)                                        | 116,9                                                | 127,5                                                | 160,4                                                | 173,7                                                | 185,4                                                | 154,7                                                | 128,5                                                | 149,1                                                | 123,7                                                | 145,8                                                | 116,9                                                | 101,6                                                | 1 684,2                                              |
| Fonte: 10-1-2016                                     |                                                      |                                                      |                                                      |                                                      |                                                      |                                                      |                                                      |                                                      |                                                      |                                                      |                                                      |                                                      |                                                      |

## Atrações locais
- O Museu de Arte de Iwate expõe trabalhos de três artistas locais notáveis, Tetsugoro Yorozu, Shunsuke Matsumoto e Yasutake Funakoshi, além de ter exibições com temas nacionais e internacionais.[3]

- A Cerejeira Quebra-pedras: designada um monumento natural do Japão.[4]

### Esportes
- Estádio Atlético de Iwate
- Hipódromo de Morioka

### Templos e santuários

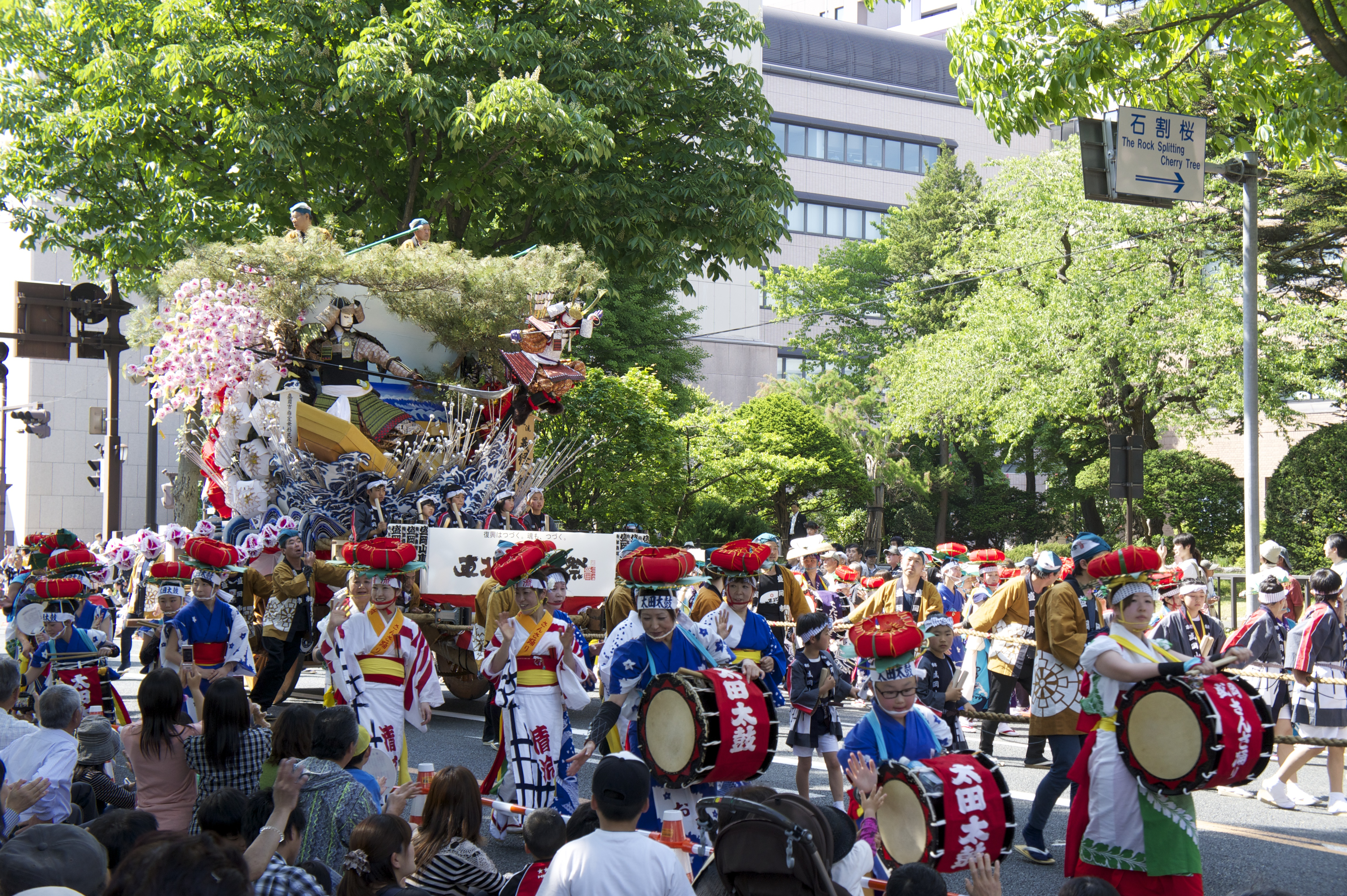
Festival Sansa Odori em Morioka

- O Hoon-ji é um templo budista Sōtō Zen que foi originalmente construído em Sannohe pelo 13º lorde do clã Nanbu, Nanbu Moriyuki, em 1394, e trazido a Morioka pelo 27º lorde, Nanbu Toshinao. Ele foi considerado o templo principal entre os 280 operados pelo clã Nanbu. Uma característica notável é o Rakan-dō, construído em 1735 e reconstruído em 1858. Sua estátua central Rushana butsu é relatada como feita por Kōbō-daishi. No Rakan-dō há estátuas dos 500 Rakan, que foram feiras em Quioto e depois trazidas a Morioka. Incluídas estão representações de Kublai Khan e Marco Polo. É também um templo Zen ativo para treinamento de monges.[5]
- Mitsuishi (literalmente, "três pedras") é um santuário xintoísta que tem três grandes pedras no chão com manilhas ao redor delas para representar a história "Oni no tegata", que é uma lenda que explica o surgimento do nome da Prefeitura de Iwate. De acordo com a lenda, houve um dia um Oni ou demônio que sempre atormentava e agredia as pessoas locais. Quando o povo orou ao espírito de Mitsuishi para pedir proteção, o demônio imediatamente ficou preso nas pedras e fez a promessa de nunca mais perturbar as pessoas de novo. Como um sinal de promessa, o demônio deixou uma marca da sua mão em uma dessas pedras, assim começando o nome "Iwate", literalmente significando "rocha mão".[6]

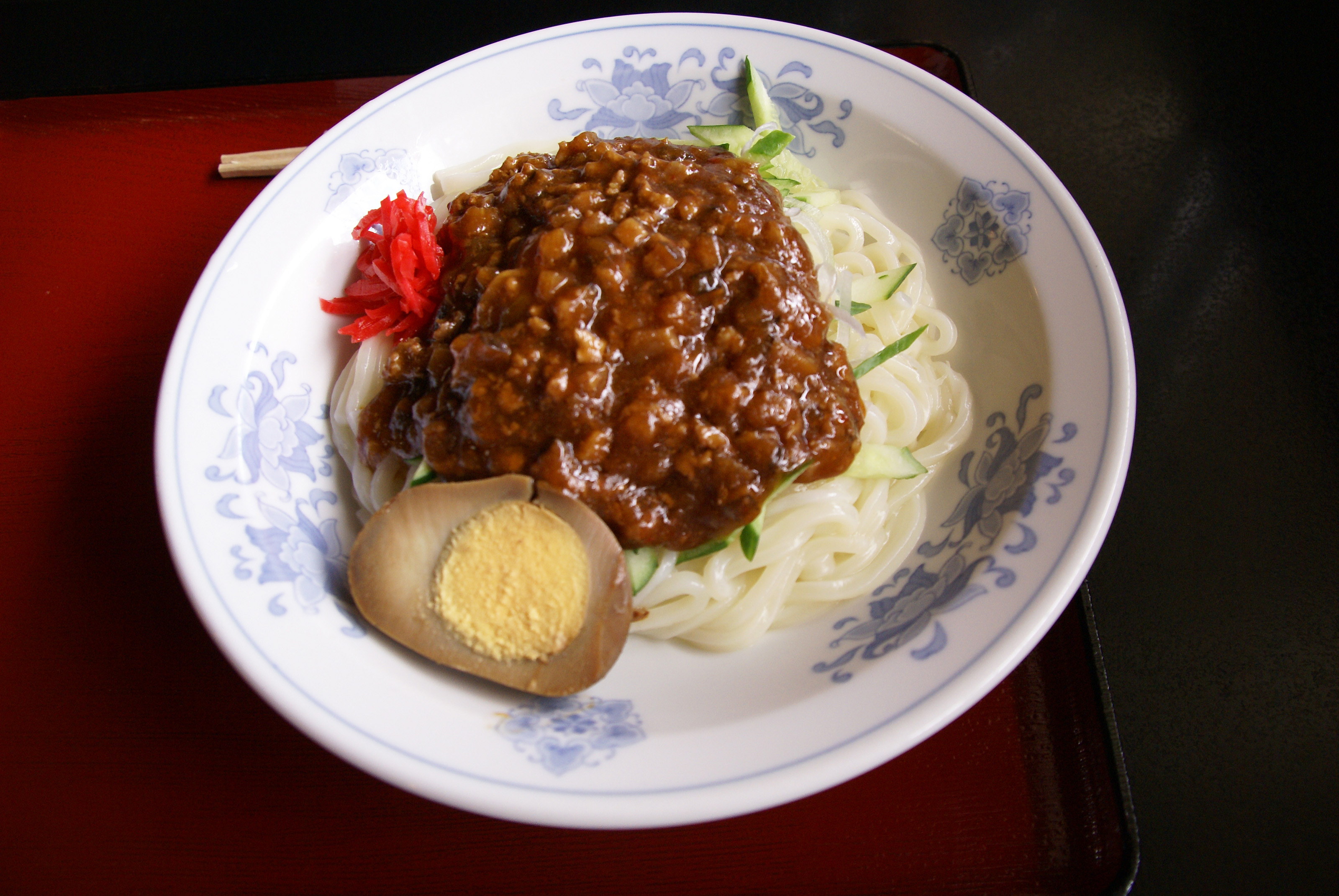
Jajamen em Hanamaki, Iwate.

### Culinária
Morioka atrai turistas com lámens locais como jajamen, reimen, e wanko soba. A fabricação de cerveja também uma indústria que prospera na cidade. Nanbu Senbei, um tipo de biscoito de arroz local, é considerado uma especialidade local.

## Educação

### Universidades
- Universidade de Iwate
- Universidade de Medicina de Iwate

### Escolas secundárias públicas
- Primeira escola secundária de Morioka
- Segunda escola secundária de Morioka
- Terceira escola secundária de Morioka
- Quarta escola secundária de Morioka
- Escola secundária de Morioka Sul
- Escola secundária de agricultura de Morioka
- Escola secundária industrial de Morioka
- Escola secundária comercial de Morioka
- Escola secundária da Prefeitura de Iwate Toryo

## Mídia
- Rede Asahi Iwate de Televisão
- Companhia de Transmissão de Iwate
- Rede Menkoi de Televisão
- Iwate Nippo
- Iwate Televisão

## Cidade-irmã
- Vitória, Canadá (1985)

## Galeria

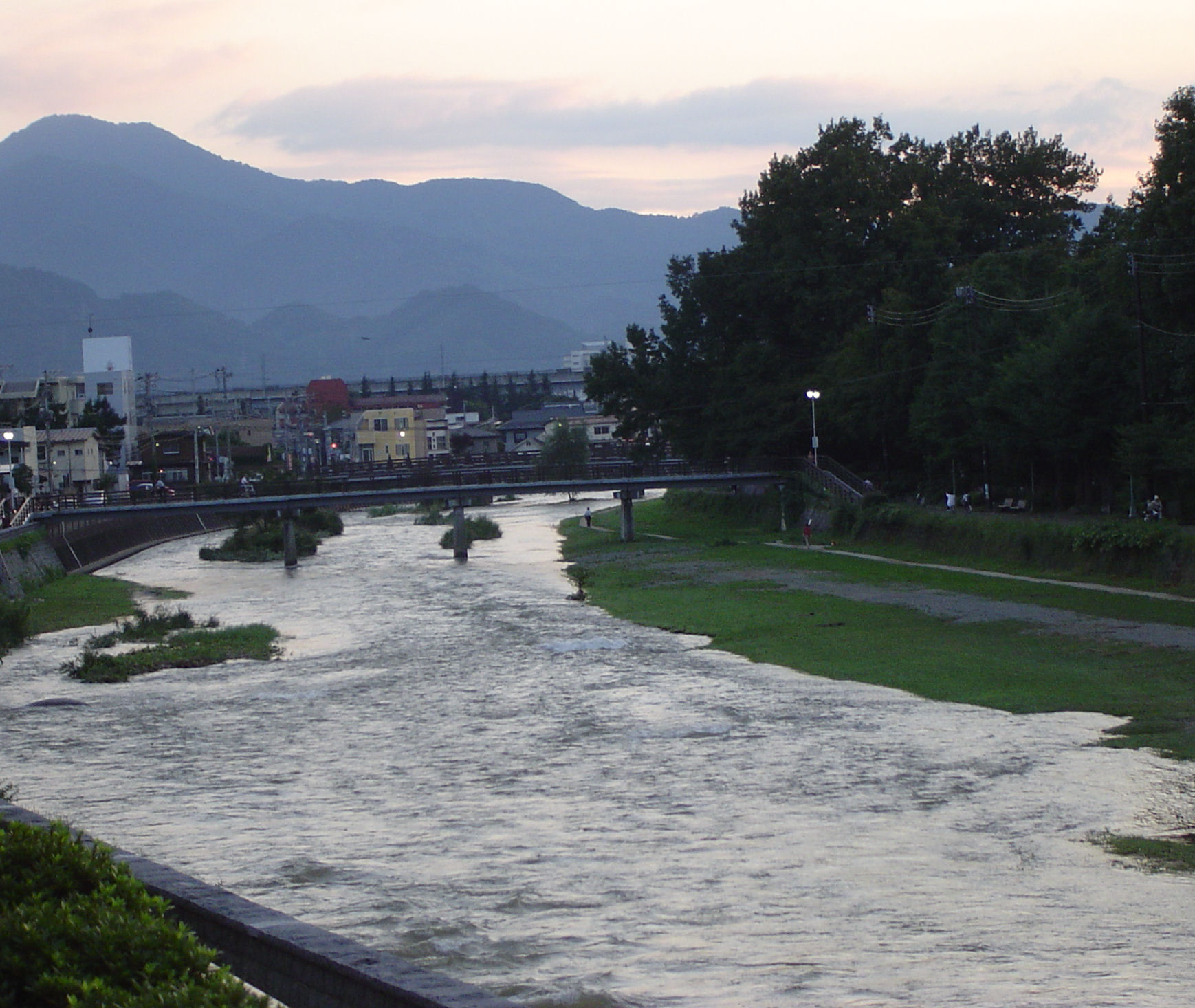
Rio Nakatsu no centro de Morioka
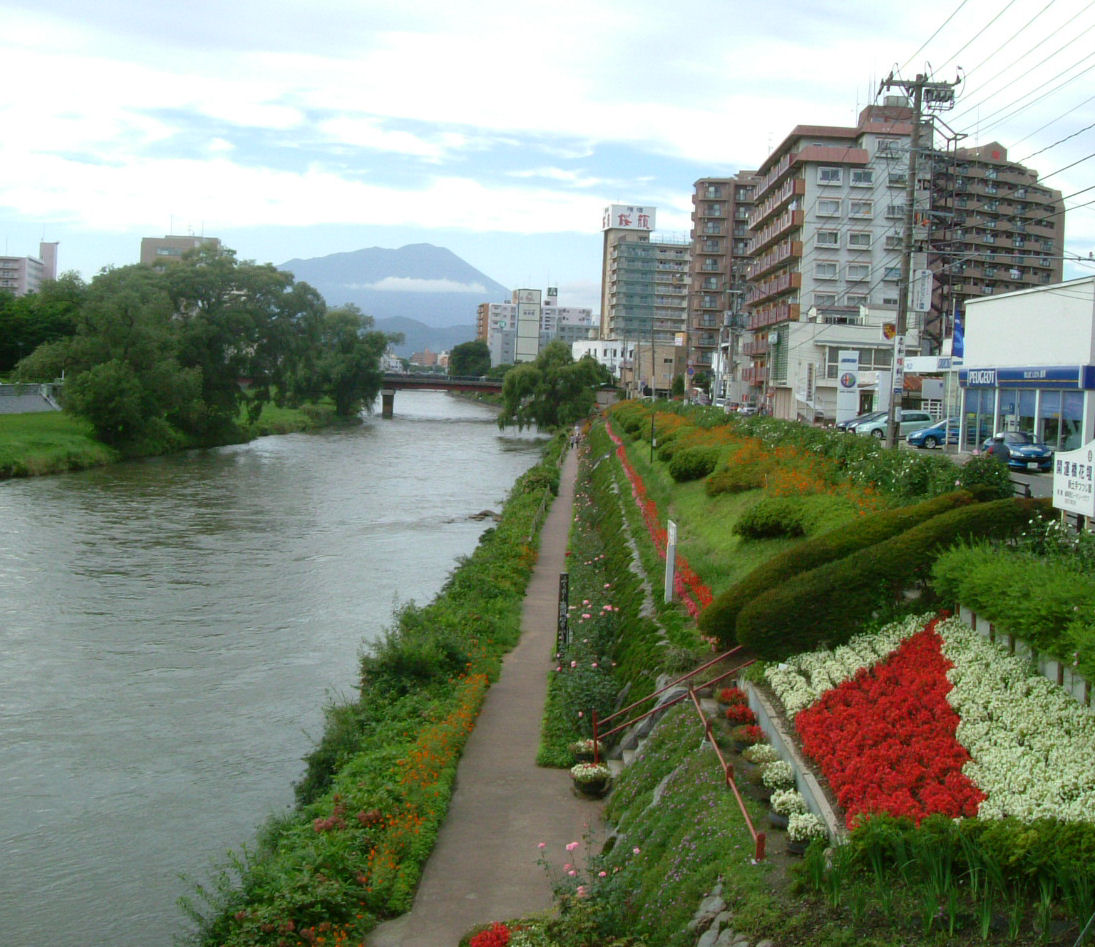
Rio Kitakami e Monte Iwate em Morioka
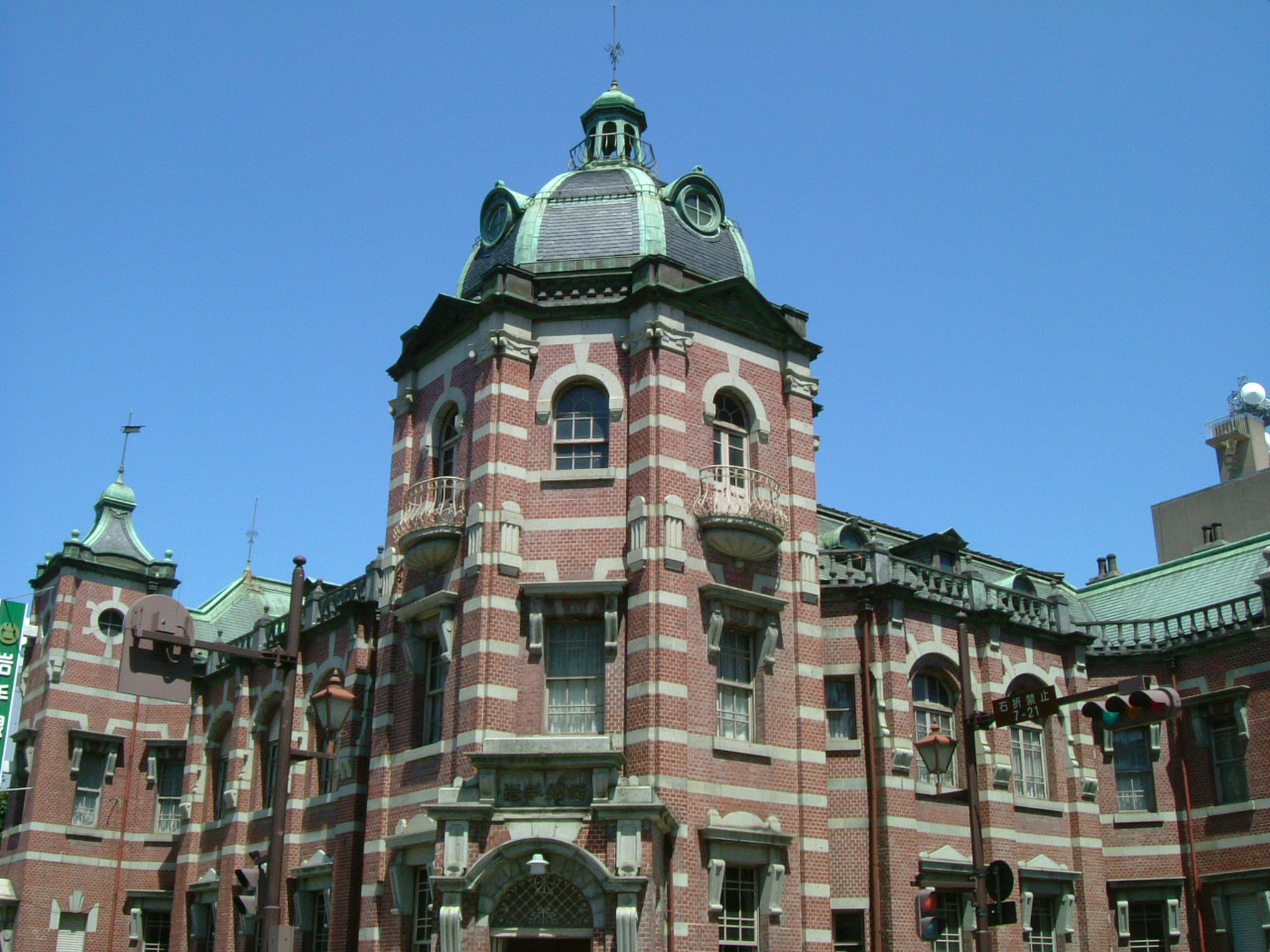
Antigo Iwate Ginkō
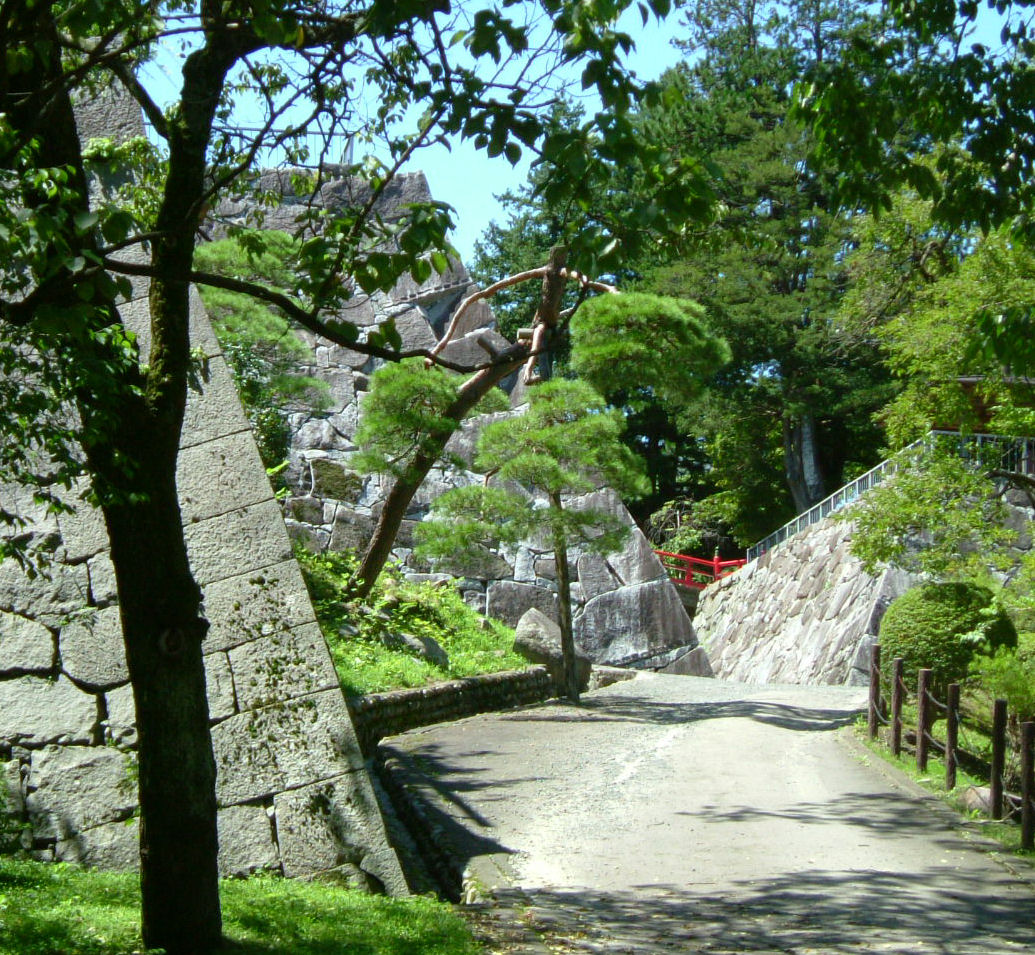
Castelo de Morioka
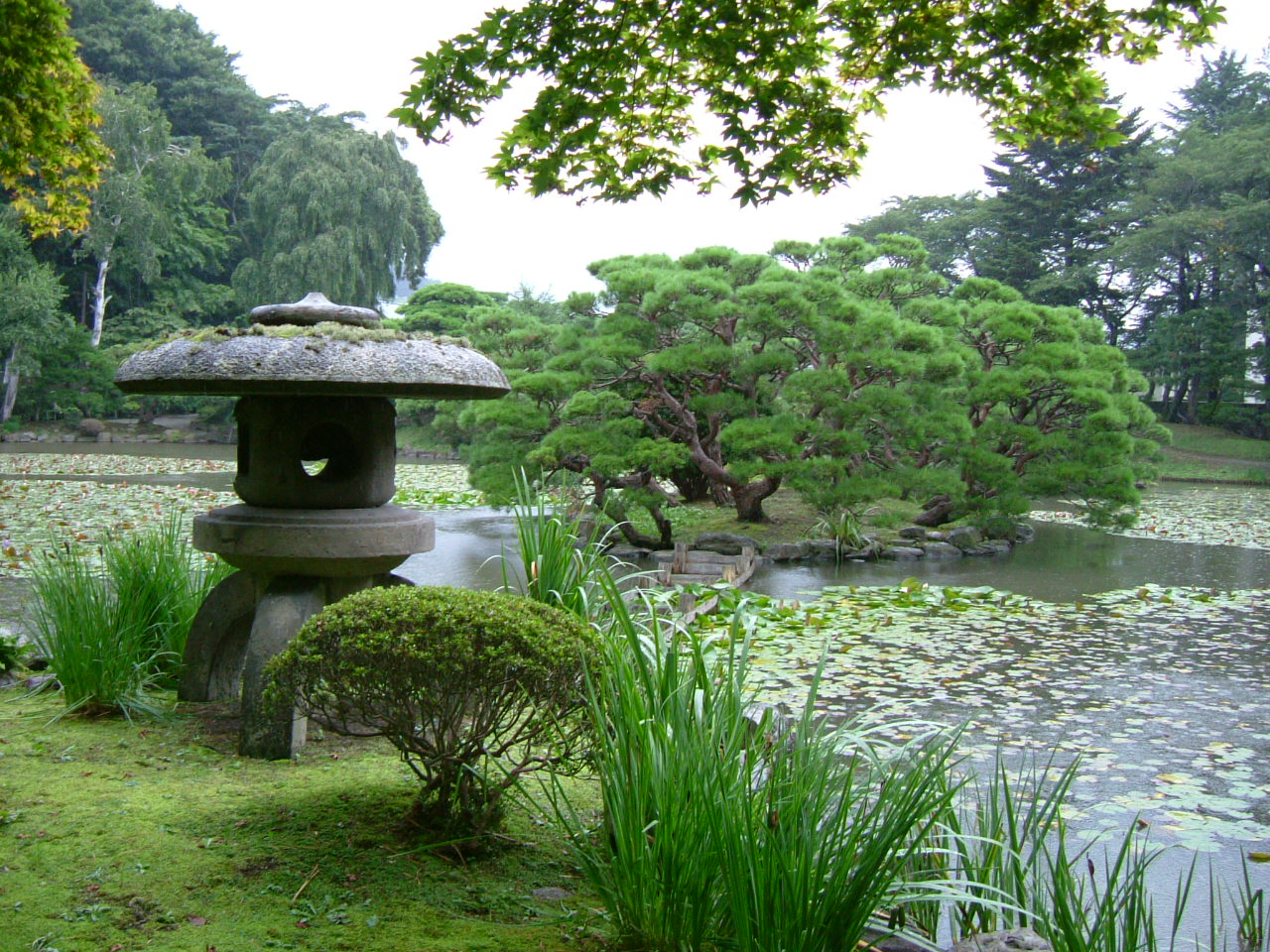
Jardim japonês em Morioka
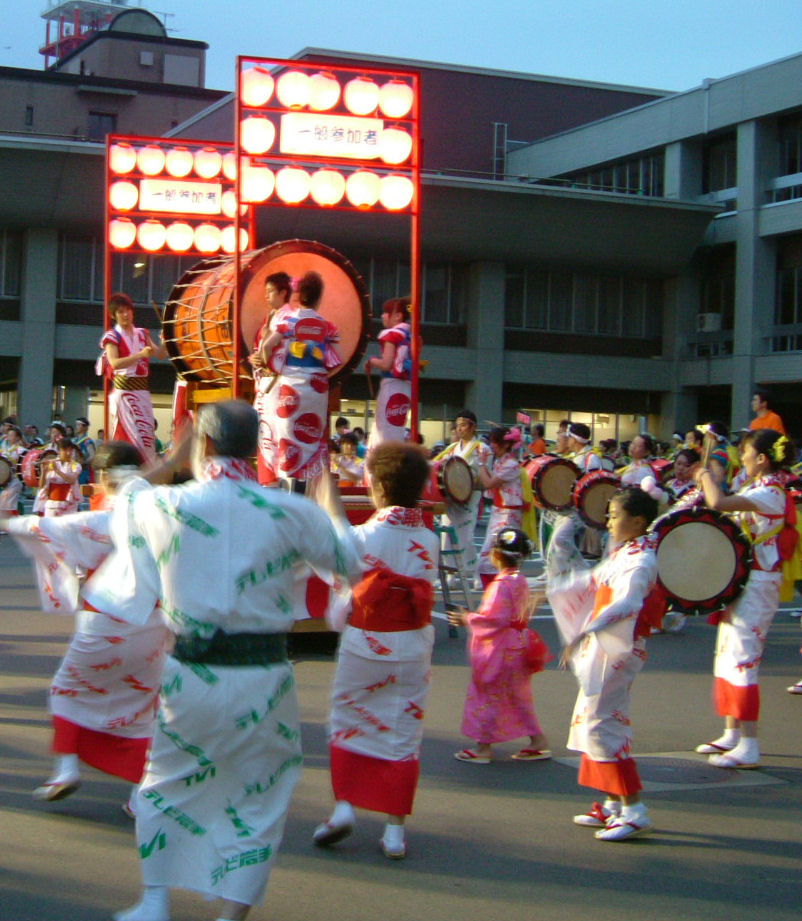
Festival Sansa Odori em Morioka
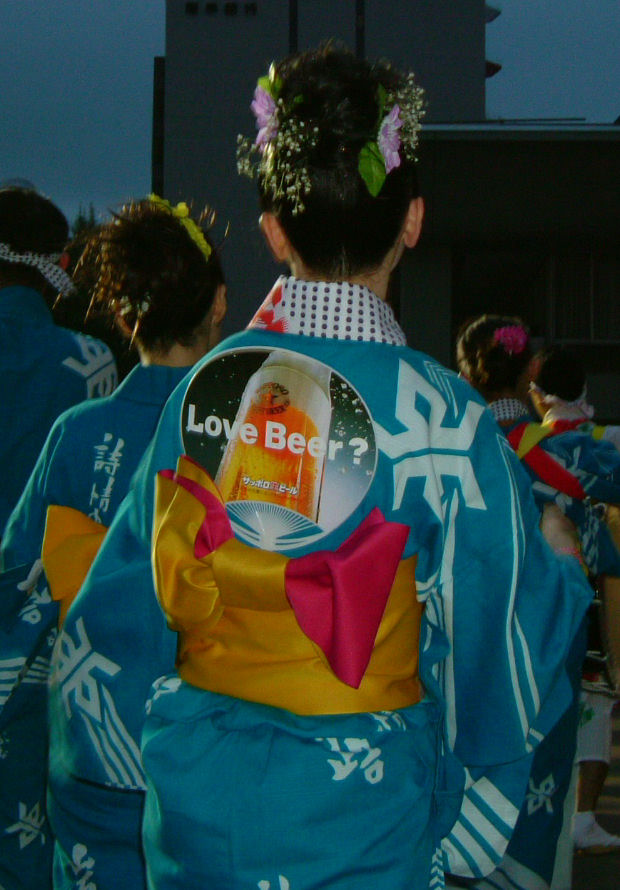
Festival Sansa Odori em Morioka